# Aulosaphes convergens
Aulosaphes convergens är en stekelart som beskrevs av Van Achterberg 1995. Aulosaphes convergens ingår i släktet Aulosaphes och familjen bracksteklar. Inga underarter finns listade.